# Leptophryne borbonica
Leptophryne borbonica es una especie de anfibios de la familia Bufonidae.
Se encuentra en Sondalandia: Indonesia, Malasia, Tailandia y posiblemente Brunéi.
Su hábitat natural incluye bosques secos tropicales o subtropicales, montanos secos y ríos.